# Caloncoba gilgiana
Caloncoba gilgiana är en tvåhjärtbladig växtart som först beskrevs av Thomas Archibald Sprague, och fick sitt nu gällande namn av Ernest Friedrich Gilg. Caloncoba gilgiana ingår i släktet Caloncoba och familjen Achariaceae. Inga underarter finns listade i Catalogue of Life.